# Wydrzyk ostrosterny
Wydrzyk ostrosterny, wydrzyk pasożytny (Stercorarius parasiticus) – gatunek średniej wielkości wędrownego ptaka z rodziny wydrzyków (Stercorariidae).

## Występowanie
Gnieździ się na północnych wybrzeżach Europy, Azji i Ameryki Północnej (w tym na Grenlandii). Zasięg występowania jest bardziej wysunięty na południe i wschód niż wydrzyka tęposternego. W Europie można go spotkać na Islandii, w północnej części Wielkiej Brytanii, na atlantyckich i bałtyckich wybrzeżach Skandynawii i na północy Rosji. Na kontynencie europejskim jest zarazem najliczniej występującym wydrzykiem. Zimuje na otwartych wodach i wybrzeżach Atlantyku, Pacyfiku i Oceanu Indyjskiego, najczęściej na południe od równika, docierając aż do południowych skrawków Afryki, Ameryki Południowej, Australii i Nowej Zelandii. Od lipca do grudnia i wiosną w kwietniu i w maju pojawia się na przelotach nad polskim wybrzeżem, a niekiedy również w głębi kraju.

## Morfologia
Cechy rozpoznawcze
Osiąga wielkość mewy śmieszki. Dorosły osobnik jest koloru jednolicie szarobrązowego, ale może mieć wierzch ciała ciemnoszarobrązowy. Od dołu może być jaśniejszy – lecz nigdy biały. Na głowie ma czarny „berecik”. Koniec dzioba jest zagięty w dół. Na nogach ma zakrzywione pazury. Ma wąskie i spiczaste skrzydła. Dorosły ptak ma ostro zakończone i dłuższe o 8 cm dwie środkowe sterówki, młody ma je wyraźnie krótsze – 2 cm. Młode wydrzyki mają też poprzecznie prążkowany brzuch. Wydrzyki charakteryzują się szybkim lotem, podobnym do sokolego.

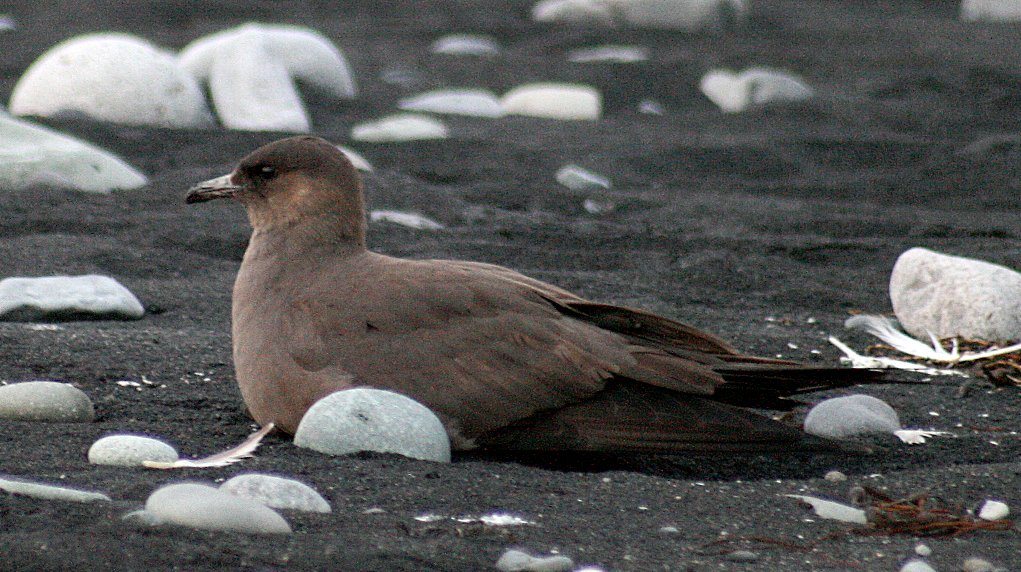
Odmiana ciemna

Nie wyróżnia się podgatunków, występują natomiast dwie odmiany barwne:
- jasna, podobnie ubarwiona do wydrzyka tęposternego, choć bez poprzecznych pasów sunących przez boki i pierś oraz z brązowym wierzchem głowy, jasną plamą nad dziobem i rzadko tylko z brunatną obrożą. Ogólnie są ciemnobrązowe z białym spodem ciała, szyją i żółtymi policzkami.
- ciemna, ciemniejsza na grzbiecie. Jasne pole występuje tylko na lotkach I rzędu. Ta forma częściej gnieździ się nad Bałtykiem.

Oprócz tego są formy pośrednie.
Jego dziób jest smuklejszy od wydrzyka tęposternego.
GłosOdzywa się wysokim „ka-ou” lub głębszym „tak tak”, miękkim w tonie „a-u-eli” lub głośnym i ostrym „ji-a ja”.
Dane liczbowe
- długość ciała: 42–46 cm
- rozpiętość skrzydeł: 90–105 cm
- skrzydło złożone: 30–33 cm
- środkowe sterówki ogona: 17–21,5 cm
- zewnętrzne sterówki: 5,5–10,5 cm
- masa ciała: 295–318 g

## Ekologia i zachowanie

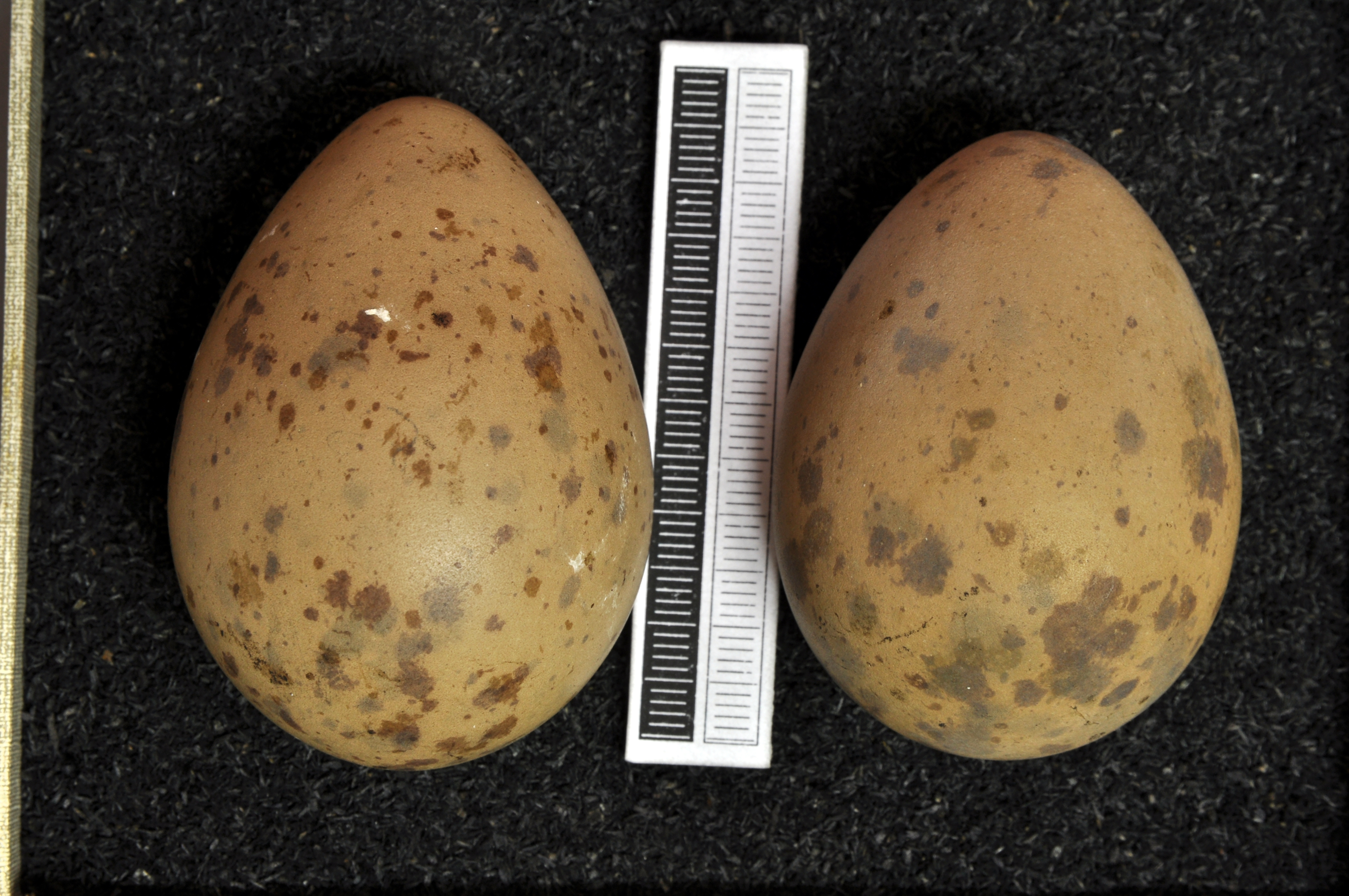
Jaja z kolekcji muzealnej

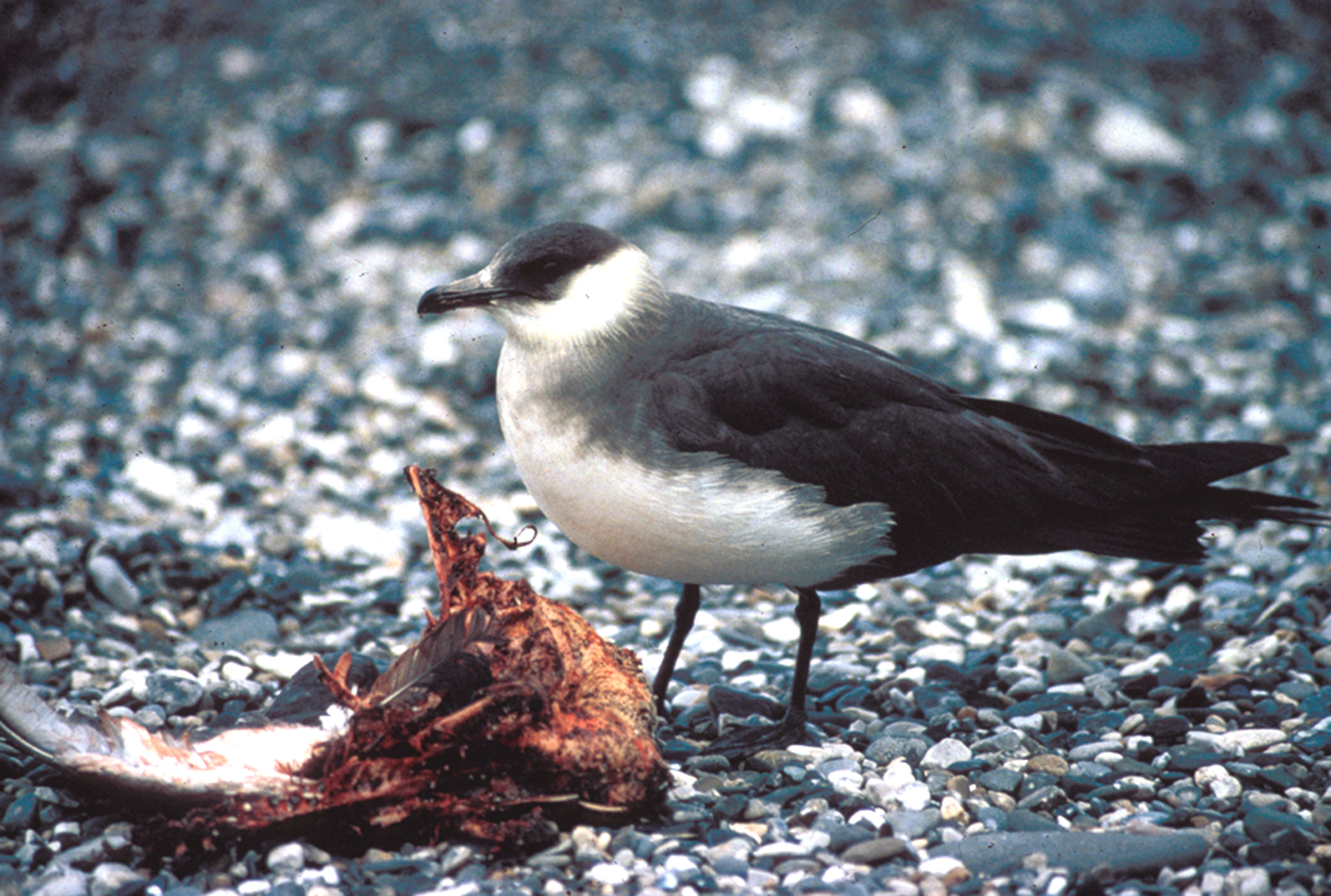
Wydrzyk w czasie żerowania

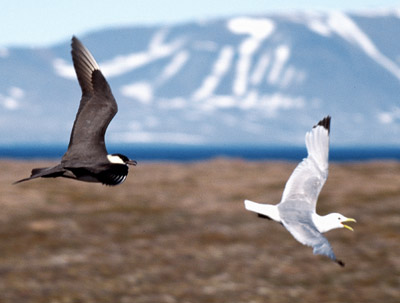
Wydrzyk w pogoni za mewą

BiotopW czasie przelotów nad Europą może zapuszczać się w głąb lądu i zatrzymywać się nad większymi zbiornikami i rzekami. Jednak tereny lęgowe położone są na bagnach, torfowiskach, wrzosowiskach i w okolicach jezior wilgotnej tundry. Zasiedla też wybrzeża morskie i powierzchnie nieporośnięte.
TokiNa lęgowiska powraca w kwietniu i maju, osiedlając się w rozrzuconych koloniach. Lot godowy jest falisty, tzn. ptak wznosi się, po czym opada gwałtownie, przewracając przy tym koziołki w powietrzu.
GniazdoBuduje w luźnych koloniach na łąkach i mszarach. Gniazdo tworzy płytkie zagłębienie w mchu lub trawie. Kolonie znajdują się w miejscach gęsto porośniętych trawą. Często towarzyszą im lęgi rybitwy popielatej.
Jaja2 zielonkawe lub oliwkowobrunatne jaja z ciemniejszymi plamkami i prążkami, podobne do jaj mew.
Okres lęgowyOboje rodzice wysiadują jaja przez 24–28 dni. Opiekują się pisklętami, aż te nie nauczą się latać, czyli po około 32 dniach. Pisklęta w puchu są ciemnobrunatne. Przez cały okres gniazdowania dorosłe ptaki są agresywne, do tego stopnia, że mogą atakować też ludzi. W sierpniu i wrześniu zbierają się w stada i odlatują na południe.
PożywienieŁowi ryby, lecz częściej bezczelnie porywa zdobycz innym ptakom, m.in. głuptakom, maskonurom, mewom i petrelom lub goni je, aż te porzucą swoją ofiarę lub zwrócą ją z wola, by lżej lecieć. Z tej też przyczyny wzięła się jego nazwa. Wybiera też jaja lub pisklęta z gniazd morskich ptaków oraz poluje na drobne ptactwo i gryzonie podobnie jak krogulec.

## Status i ochrona
Międzynarodowa Unia Ochrony Przyrody (IUCN) uznaje wydrzyka ostrosternego za gatunek najmniejszej troski (LC – Least Concern). Liczebność światowej populacji w 2015 roku szacowano na 400–600 tysięcy dorosłych osobników, natomiast liczebność populacji europejskiej na 79,8–112 tysięcy dorosłych osobników. Ze względu na brak dowodów na spadki liczebności bądź istotne zagrożenia dla gatunku BirdLife International ocenia trend liczebności populacji jako prawdopodobnie stabilny.
W Polsce wydrzyk ostrosterny podlega ścisłej ochronie gatunkowej.

## Zobacz
- ptaki Polski